# Eucteanus caelestinus
Eucteanus caelestinus es una especie de coleóptero de la familia Endomychidae.

## Distribución geográfica
Habita en Assam y Sikkim (India).